# Oractiidae
Oractiidae é uma família de anémonas do mar pertencentes à ordem Actiniaria.
Géneros:
- Oceanactis Moseley, 1877 (basónimo: Oractis McMurrich, 1893)